# リアノジン受容体
リアノジン受容体は、筋細胞や神経細胞といった興奮性の動物組織中で、細胞間カルシウムチャネルの働きを担っている。3つの主要アイソフォームが知られており、それぞれ異なる組織中で、細胞内小器官からのカルシウム放出を伴うそれぞれ異なるシグナル伝達経路に関与している。RyR2受容体アイソフォームは動物細胞中のカルシウム誘発性カルシウム放出（CICR）において、主な調節機構として機能する。

## 語源

Ryanodine

この受容体は、高い親和性を示す植物アルカロイドであるリアノジンにちなんで名付けられた。

## アイソフォーム
リアノジン受容体には以下のアイソフォームが存在する。
- RyR1（英語版）は、基本的に骨格筋に発現する。
- RyR2（英語版）は、基本的に心筋に発現する。
- RyR3（英語版）は、より広範囲に発現するが、特に多いのは脳である[2]。
- 哺乳動物を除く脊椎動物は一般に、RyRαとRyRβと呼ばれる2種類のRyRアイソフォームを発現する。
- モデル動物であるキイロショウジョウバエ（Drosophila melanogaster ）や線虫（Caenorhabditis elegans ）等の多くの無脊椎動物は単一のRyRアイソフォームを持つ。非後生動物種からはRyRに対する配列相同性を有するカルシウム放出チャネルが見出されたが、それは哺乳類のものよりも短く、IP3受容体に近い配列であった。

| ryanodine receptor 1 (skeletal) | ryanodine receptor 1 (skeletal) |
| 識別子                          | 識別子                          |
| ------------------------------- | ------------------------------- |
| 略号                            | RYR1                            |
| 他の略号                        | MHS, MHS1, CCO                  |
| Entrez                          | 6261                            |
| HUGO                            | 10483                           |
| OMIM                            | 180901                          |
| RefSeq                          | NM_000540                       |
| UniProt                         | P21817                          |
| 他のデータ                      |                                 |
| 遺伝子座                        | Chr. 19 q13.1                   |
| テンプレートを表示              |                                 |

| ryanodine receptor 2 (cardiac) | ryanodine receptor 2 (cardiac) |
| 識別子                         | 識別子                         |
| ------------------------------ | ------------------------------ |
| 略号                           | RYR2                           |
| Entrez                         | 6262                           |
| HUGO                           | 10484                          |
| OMIM                           | 180902                         |
| RefSeq                         | NM_001035                      |
| UniProt                        | Q92736                         |
| 他のデータ                     |                                |
| 遺伝子座                       | Chr. 1 q42.1-q43               |
| テンプレートを表示             |                                |

| ryanodine receptor 3 | ryanodine receptor 3 |
| 識別子               | 識別子               |
| -------------------- | -------------------- |
| 略号                 | RYR3                 |
| Entrez               | 6263                 |
| HUGO                 | 10485                |
| OMIM                 | 180903               |
| RefSeq               | NM_001036            |
| UniProt              | Q15413               |
| 他のデータ           |                      |
| 遺伝子座             | Chr. 15 q14-q15      |
| テンプレートを表示   |                      |

## 生理学

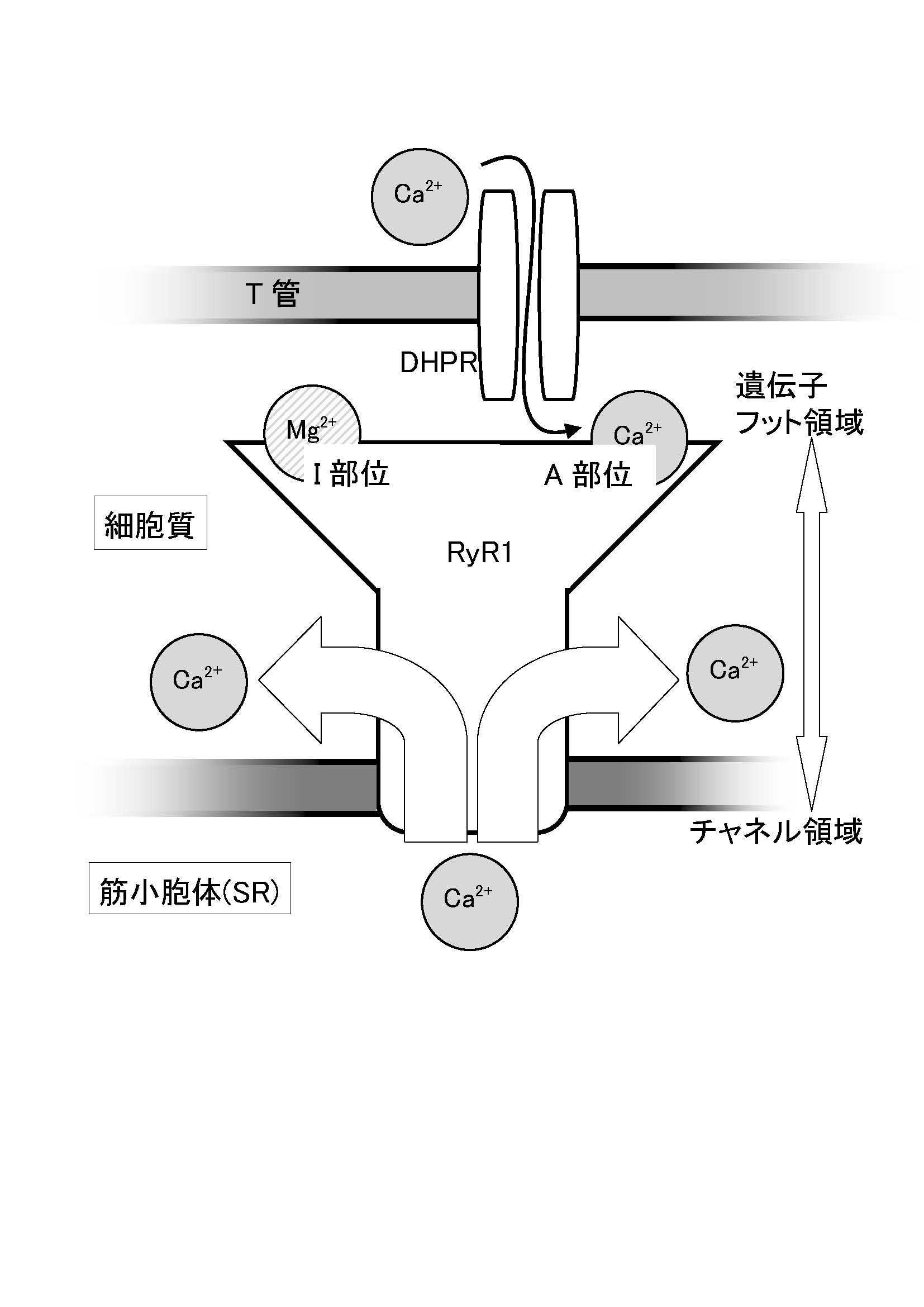
RyR1機能の概略図

リアノジン受容体（RyR）は、筋収縮にとって不可欠なステップである、筋小胞体・小胞体からのカルシウムイオンの放出を調節する。心筋では、筋小胞体からのカルシウム誘発性カルシウム放出が主な機構であるが、骨格筋ではジヒドロピリジン受容体（電位差駆動型L型カルシウムチャネル）と物理的に結合することで活性化を引き起こすと考えられている。
多くのリアノジン受容体が集合してクラスターを形成し、そのクラスターからカルシウムが放出されると、細胞質基質カルシウムが限定された空間に限定された時間だけ上昇し、カルシウムスパークとして観測される。リアノジン受容体はミトコンドリアの極近くにあり、RyRからのカルシウム放出は心細胞や膵細胞でのATP産生を制御している様に見られる。
リアノジン受容体は、イノシトールトリスリン酸 (IP3) 受容体に類似しており、その細胞質基質 側のCa2+に刺激されて、Ca2+を細胞質基質中に輸送する。そのためポジティブフィードバック機構として働き、受容体付近の細胞質基質中にある少量のCa2+が、より多くのCa2+放出を引き起こす（カルシウム誘発性カルシウム放出、CICR）。
リアノジン受容体は、神経細胞および筋線維で特に重要である。心筋細胞および膵島細胞では、カルシウムイオンと並ぶもう一つのセカンドメッセンジャーであるサイクリックADPリボース（cyclic ADP-ribose）が受容体を活性化する。
細胞質基質中のCa2+の局所的で短時間の活動は、波のように空間を伝わるのでカルシウム波 とも呼ばれ、以下の要素により波が形作られる。
- リアノジン受容体のフィードバック機構。
- イノシトールトリスリン酸の振動の影響。ホルモンや神経伝達物質が細胞膜にあるイノシトールトリスリン酸（IP3）受容体に結合すると，G蛋白質共役受容体やRTKを介してホスホリパーゼCが活性化してイノシトールトリスリン酸が産生され、再びIP3受容体が活性化されるという機構。[8]

## 関連蛋白質
リアノジン受容体は多数の蛋白質や低分子化合物をリガンドとする受容体の基盤となっている。心筋に多いアイソフォームであるRyR2は、管腔のカルセケストリン、ジャンクチン、トリアヂンと四元複合体を形成する。カルセケストリンは複数のCa2+結合部位を持つが、Ca2+との親和性が低いので容易にイオンを放出する。

## 薬理
- 遮断薬：[10]
  - リアノジンはナノモル濃度でRyRsを半開きの状態に固定するが、マイクロモル濃度では完全に閉じる。
  - ダントロレンは臨床的に使用されるアンタゴニストである。
  - ルテニウムレッド（英語版）
  - プロカイン、テトラカインなど。(局所麻酔)

- 活性化因子：[11]
  - 作動薬：4-クロロ-m-クレゾール（英語版）やスラミンは直接作動薬、すなわち直接活性化薬である。
  - カフェインやペンチフィリン（英語版）等のキサンチン誘導体は、通常のリガンドであるカルシウムへの感受性を上昇させる。
    - 生理学的作動薬：環状アデノシン二リン酸リボースは生理的条件下でチャネル開口薬として振る舞う。通常はRyR2（平均3.6kDa）の4量体に結合（封鎖）しているFKBP12.6（英語版） (12.6kDaのFK506結合蛋白質。RyR1における12kDaの結合タンパク質FKBP12に相当する）をRyR2から引き離す事で作用すると考えられている[12]。RyR2は膵β細胞、心筋細胞、平滑筋細胞に多いとされている。

同種の他の分子もリアノジン受容体と相互作用し制御に関与している。例として、二量化Homer蛋白質による物理的架橋により、細胞内カルシウム貯蔵庫上のイノシトールトリスリン酸受容体（IP3R）やリアノジン受容体と、細胞表面の代謝型グルタミン酸受容体1やα1Dアドレナリン受容体とが結合される。
殺虫剤のフルベンジアミドは昆虫のリアノジン受容体を選択的に活性化することが知られている。

### リアノジン
植物アルカロイドであるリアノジンは、この受容体の命名の元となったものであり、非常に貴重な研究ツールとなった。リアノジンは過渡的なカルシウム放出を阻止できるが、低用量では持続的累積性のカルシウム放出を阻止しない。リアノジンとリアノジン受容体（RyR）との結合は使用依存性 であり、それはチャネルが活性化された状態で固定されることを意味する。低濃度（<10µM、nMレベルでも作用する）では、リアノジンはRyRを長時間半透過性（半開き）状態にロックしてその内貯蔵していたカルシウムを使い果たす。 しかし高濃度（〜100µM）では、不可逆的にチャネル開口を阻止する。

### カフェイン
RyRはmMレベルのカフェインで活性化される。高濃度（5mM以上）カフェインの存在下では、Ca2+への感受性がµMレベルからpMレベルへと亢進し、基底（低濃度）状態のCa2+濃度でも反応する様になる。 一方低濃度（とは言えmMレベル）では、受容体は量子的に開口するが、カフェインを繰り返し投与する事や細胞質基質または管腔のカルシウム濃度に依存的に振る舞いが変わるので動作は複雑である。

## 病態での役割
RyR1の突然変異は悪性高熱症やセントラルコア病に関係している。RyR2の変異はストレス誘発性多形性心室性頻拍（不整脈の一種）とARVDに関係がある。プレセニリン1過剰発現変異型ヒトPC12細胞系や変異プレセニリン1通常量発現ノックイン型マウスの脳組織中でRyR3の発現量が大きく増加している事も知られており、アルツハイマー型認知症等の神経変性疾患の病理にも関連している可能性がある。
血中抗リアノジン受容体抗体の存在は重症筋無力症と関連する可能性がある。

## 構造
低温電子顕微鏡下で観察されたRyR1の構造は、孔の主要制御ドメインへと繋がる拡張α-ソレノイド骨格上に築かれた大規模な細胞質基質構造を明らかにした。RyR1孔構造は6回膜貫通型イオンチャネルスーパーファミリーに属している。第2・第3貫通螺旋構造の間には特異なアミノ酸配列が挿入されて、α-ソレノイド骨格上の1対のEFハンドと密接に相互作用しており、チャネルのCa2+透過機構の鍵となっていると思われる。